# Force India
Force India Formula One Team Limited, thường được gọi là Force India và sau này là Sahara Force India, là một đội đua Công thức 1 cũ có trụ sở tại Silverstone, Vương quốc Anh với giấy phép của Ấn Độ. Đội đã được thành lập vào tháng 10 năm 2007 bởi doanh nhân người Ấn Độ Vijay Mallya và doanh nhân người Hà Lan Michiel Mol đứng đầu đã mua lại đội Spyker F1 với giá 88 triệu Euro.
Sau khi trải qua 29 chặng đua mà không ghi được điểm nào, Force India đã lần đầu tiên lấy được điểm và lên bục trao giải đầu tiên sau khi Giancarlo Fisichella về đích ở vị trí thứ hai tại giải đua ô tô Công thức 1 Bỉ 2009. Force India lại ghi điểm trong chặng đua tiếp theo ở Ý khi Adrian Sutil về thứ tư và lập vòng đua nhanh nhất đầu tiên của đội. Đội tiếp tục leo lên bục trao giải tại các chặng đua giải đua ô tô Công thức 1 Bahrain 2014, giải đua ô tô Công thức 1 Nga 2015, giải đua ô tô Công thức 1 Monaco 2016, giải đua ô tô Công thức 1 Châu Âu 2016 và giải đua ô tô Công thức 1 Azerbaijan 2018. Tất cả những kết quả đều do Sergio Pérez đạt được. Vào tháng 10 năm 2011, công ty Sahara India Pariwar của Ấn Độ đã mua 42,5% cổ phần của Force India với giá 100 triệu đô la Mỹ.
Năm 2018, Vijay Mallya đã không còn đủ khả năng tiếp tục điều hành Force India vì bị buộc tội gian lận và vỡ nợ. Đến tháng 7 năm 2018, trước thềm giải đua ô tô Công thức 1 Hungary, đội đã thông báo rằng họ đã bị Tòa án Tối cao ở London đưa vào quản lý. Tài sản của đội được mua bởi một nhóm các nhà đầu tư có tên là Racing Point UK, đứng đầu là Lawrence Stroll, cha của tay đua Williams lúc bấy giờ là Lance Stroll. Tập đoàn này đã sử dụng tài sản để tạo ra một mục mới cho đội với cái tên Racing Point Force India. Đội đua được thành lập vào năm 2008 đã không còn tồn tại trước giải đua ô tô Công thức 1 Úc 2019 khi đội mới thay đổi tên của họ thành "Racing Point".

### Mùa giải 2008

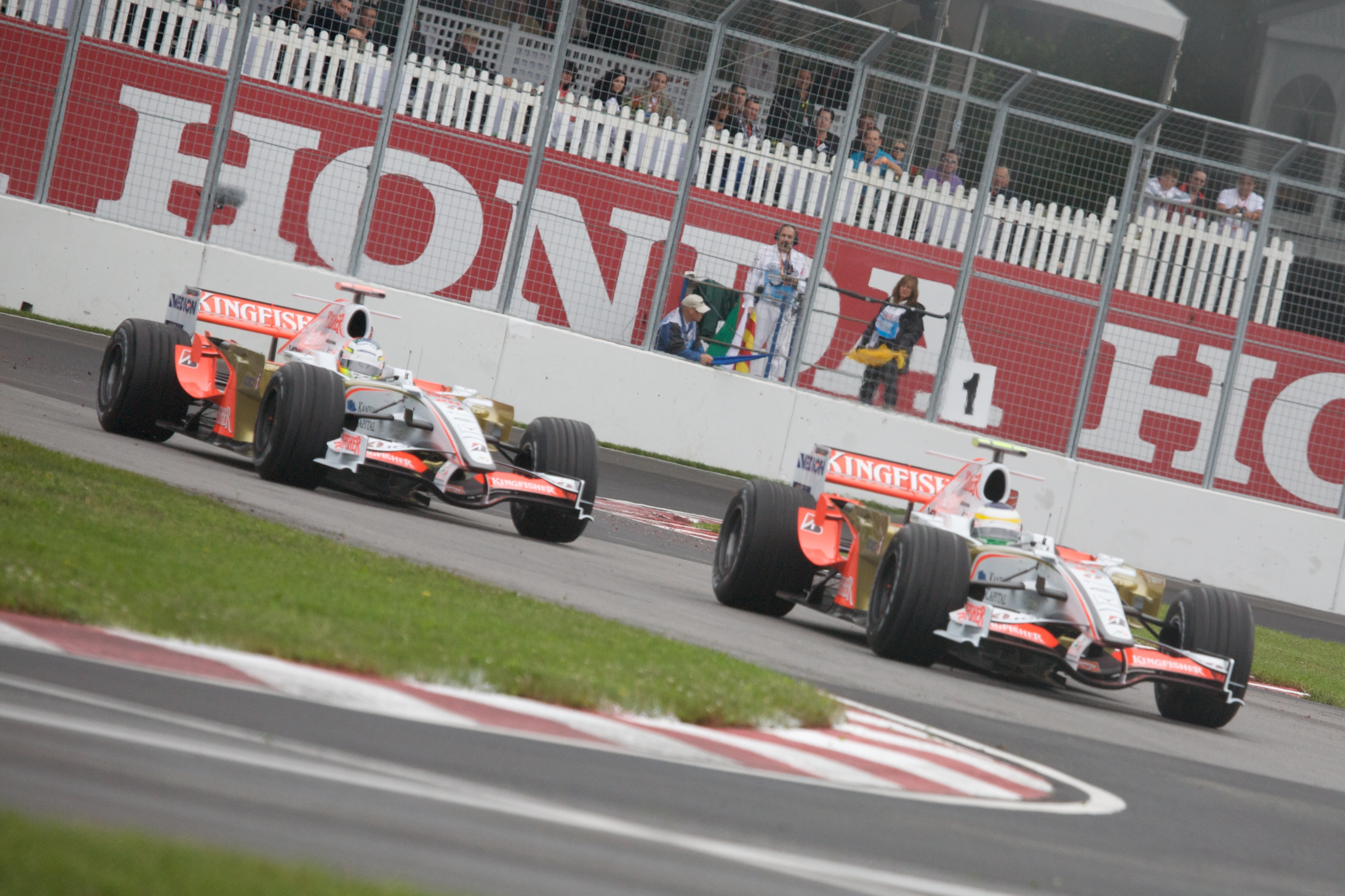
Đội đua Force India tai giải đua ô tô Công thức 1 Canada 2008

### Mùa giải 2009

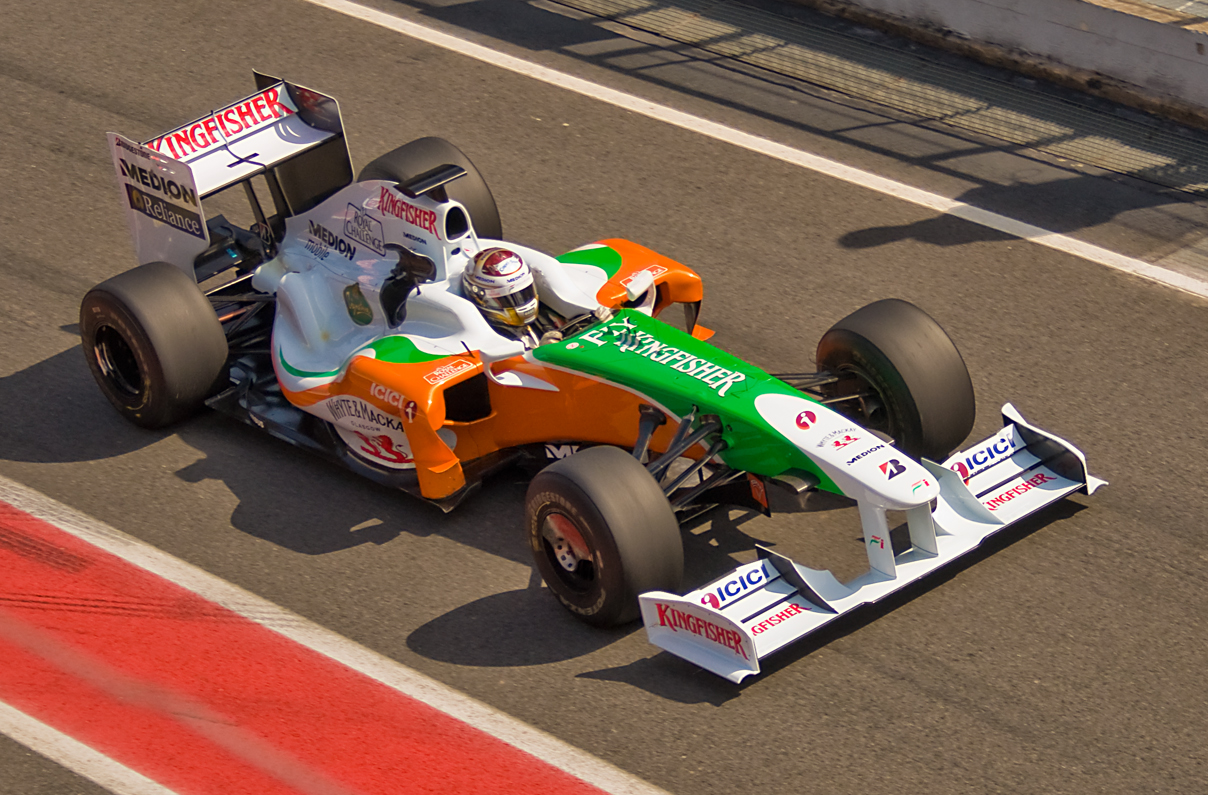
Đội đua Force India vào mùa giải Công thức 1 năm 2009

### Mùa giải 2011

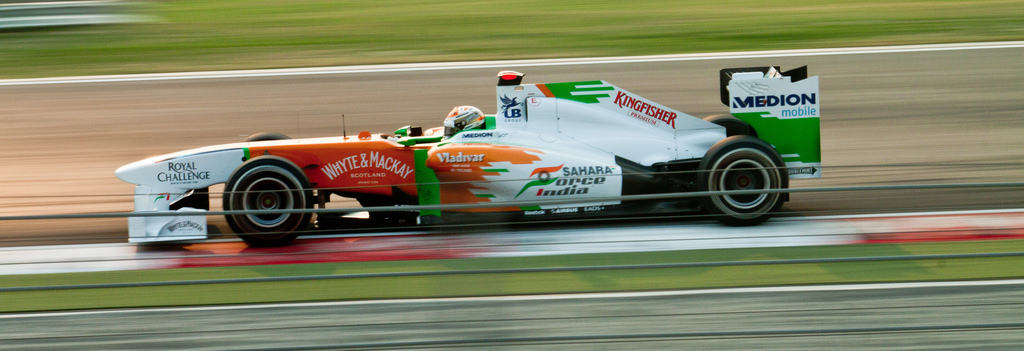
Đội đua Force India vào mùa giải Công thức 1 năm 2011

### Mùa giải 2012

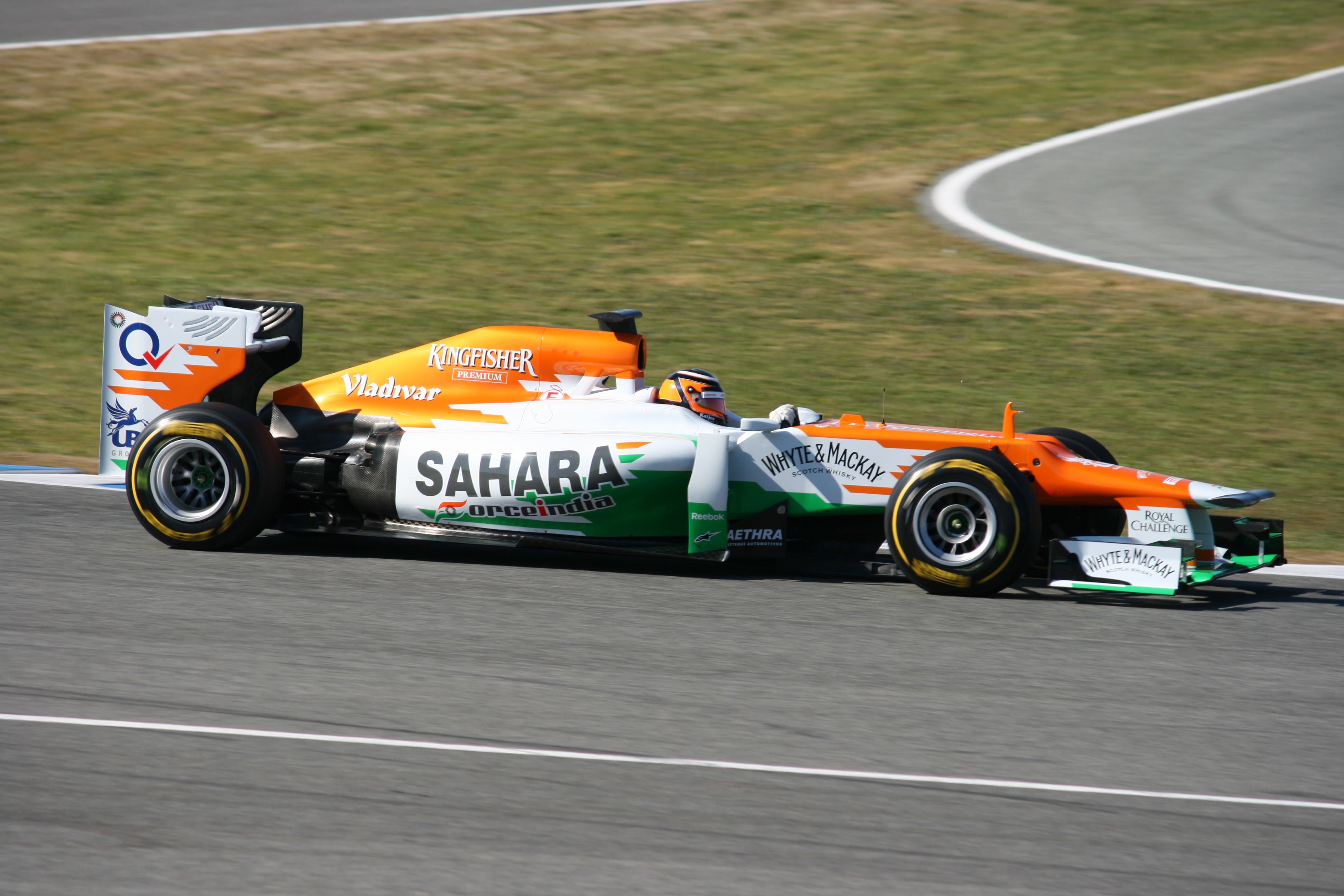
Đội đua Force India vào mùa giải Công thức 1 năm 2012

### Mùa giải 2014

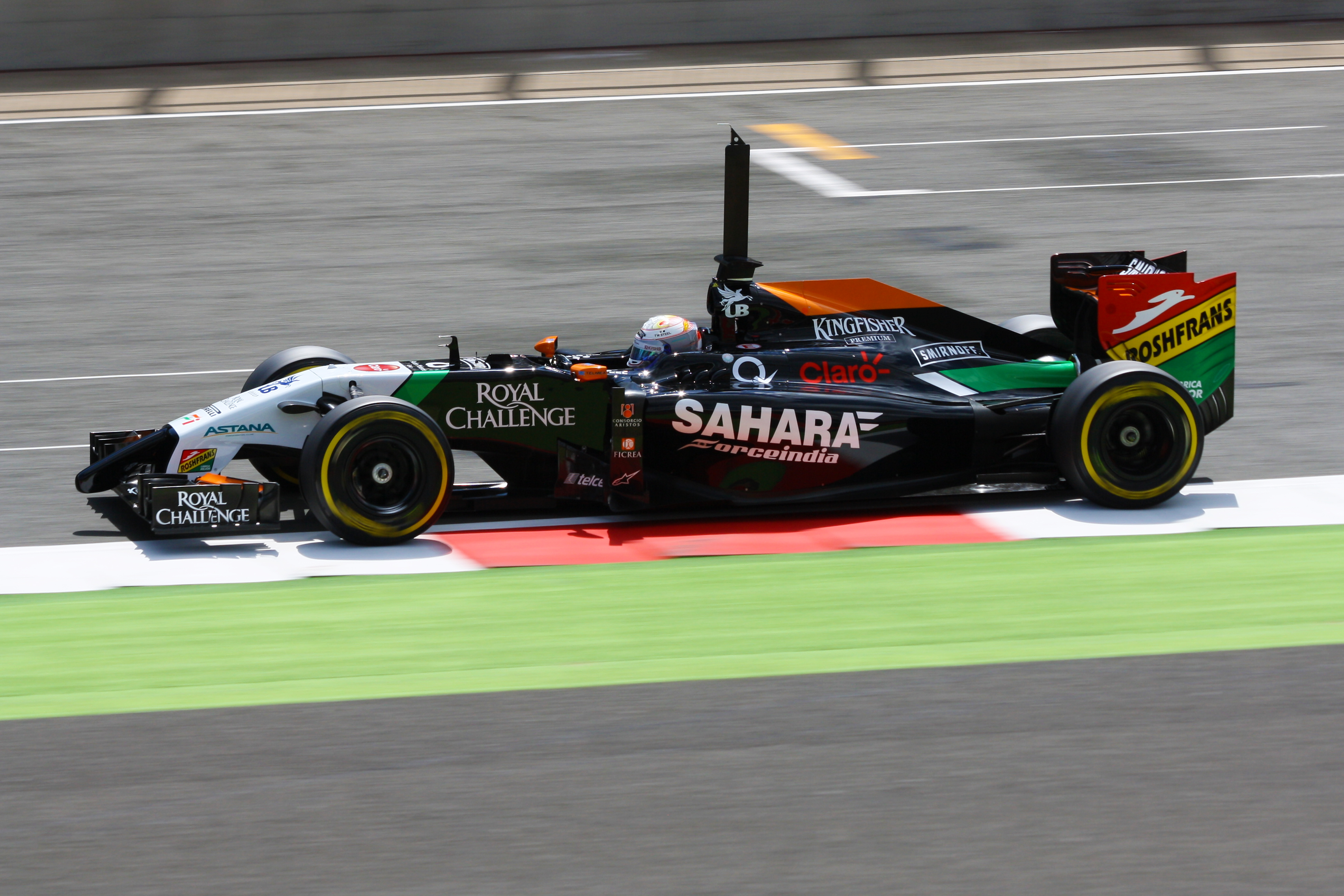
Đội đua Force India vào mùa giải Công thức 1 năm 2014

### Mùa giải 2015

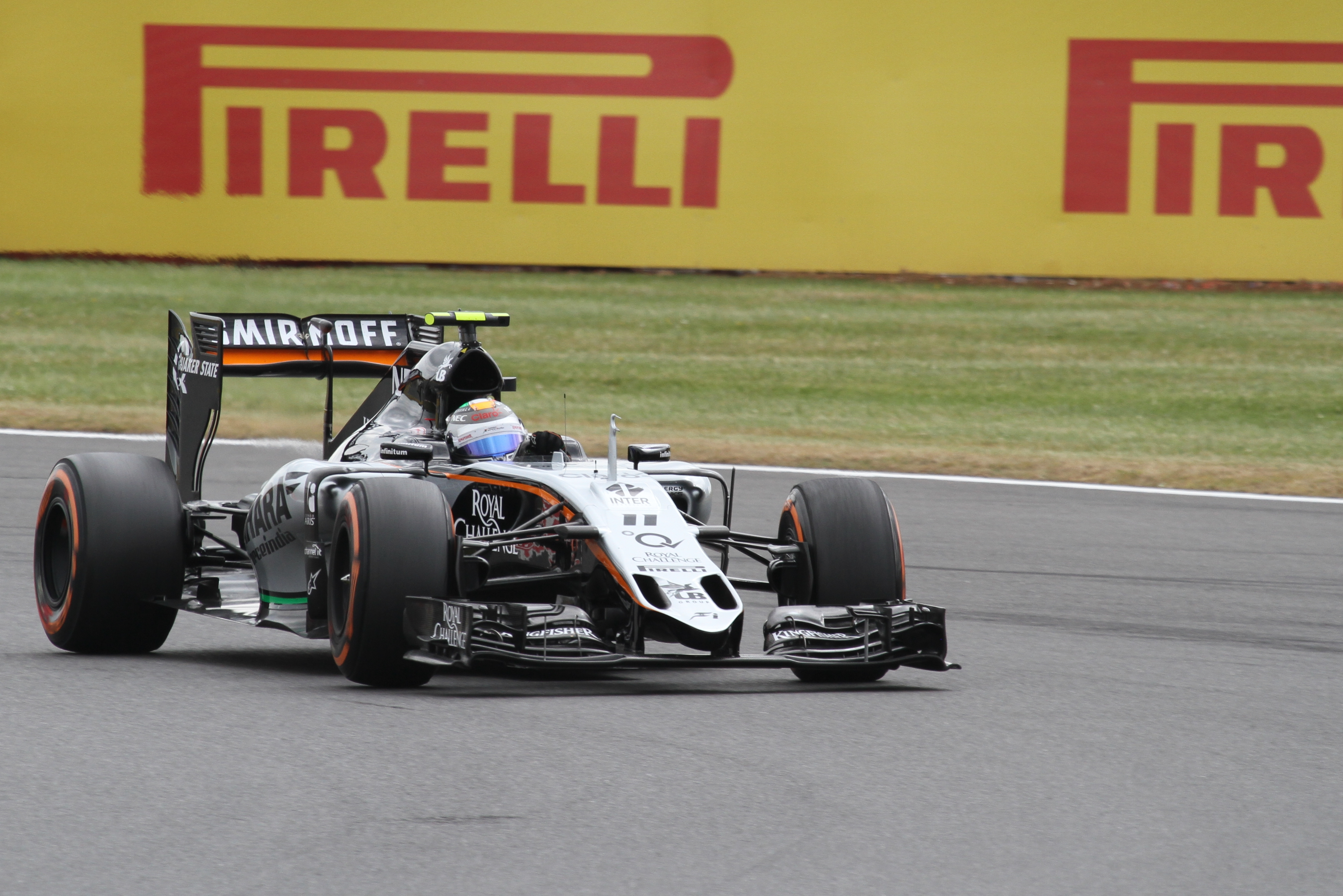
Pérez đua với phiên bản B của chiếc xe VJM08 cho mùa giải Công thức 1 năm 2015

### Mùa giải 2016

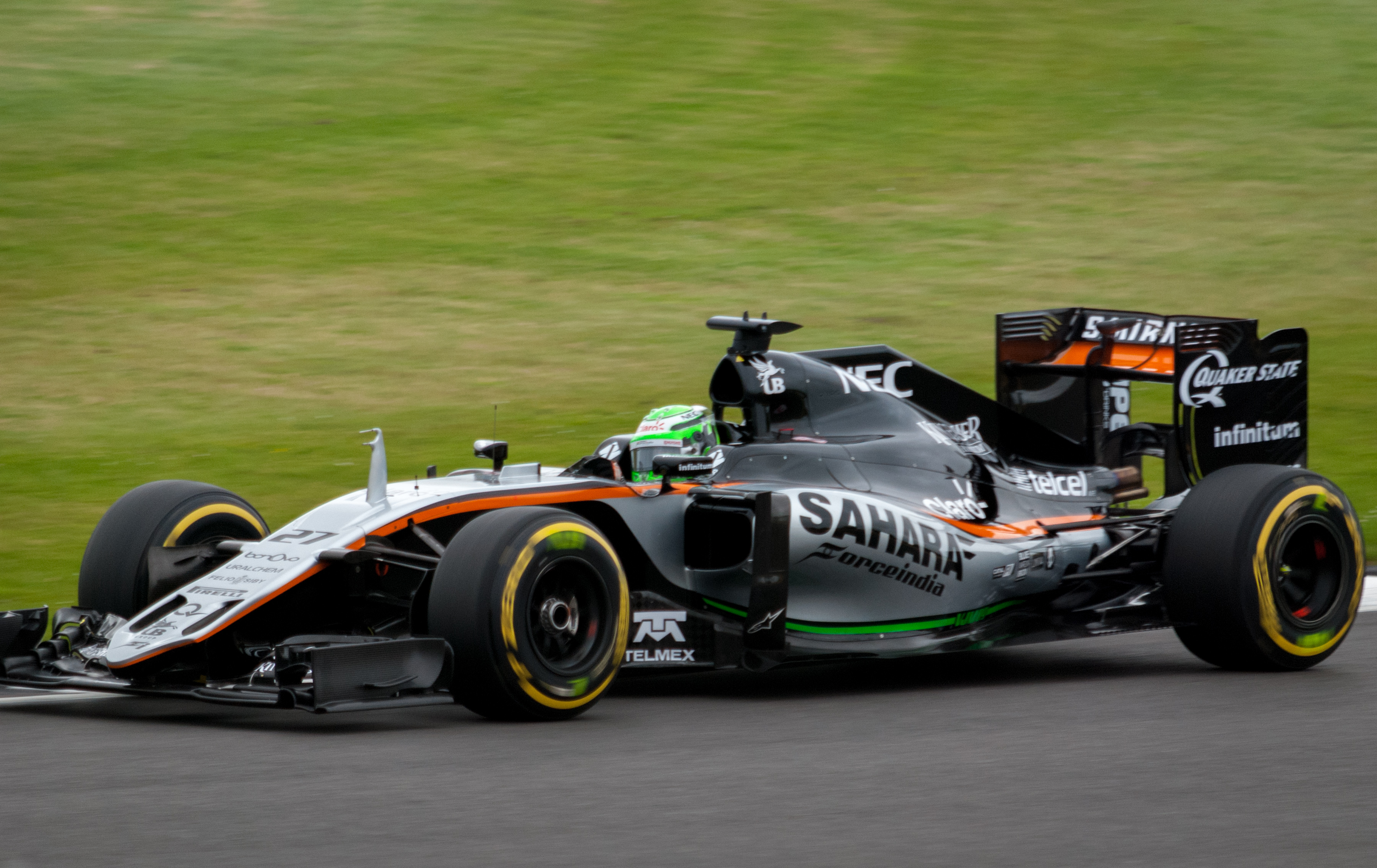
Nico Hülkenberg đua cho Force India vào mùa giải Công thức 1 năm 2016

### Mùa giải 2017

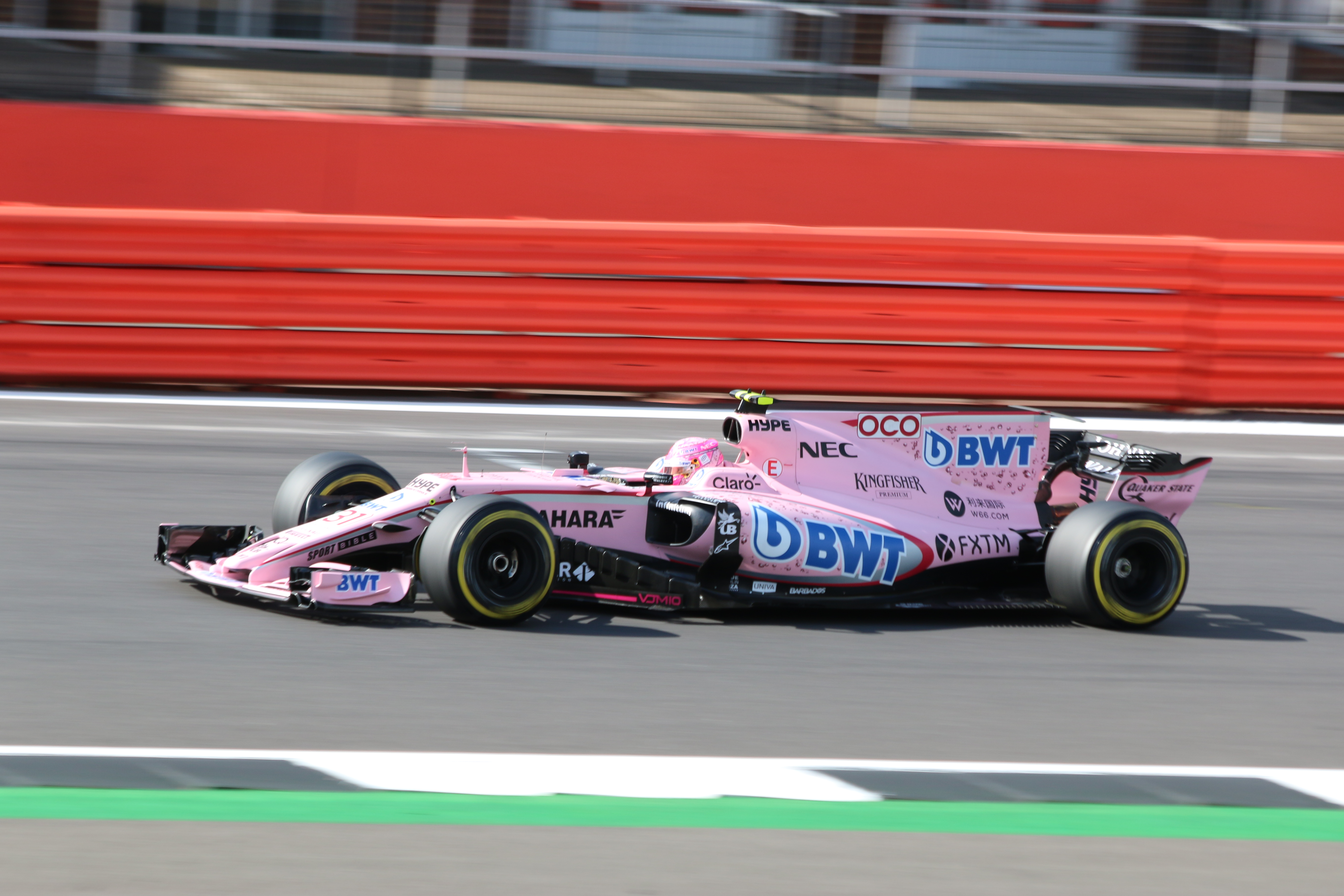
Esteban Ocon đua cho Force India vào mùa giải Công thức 1 năm 2017

### Mùa giải 2018

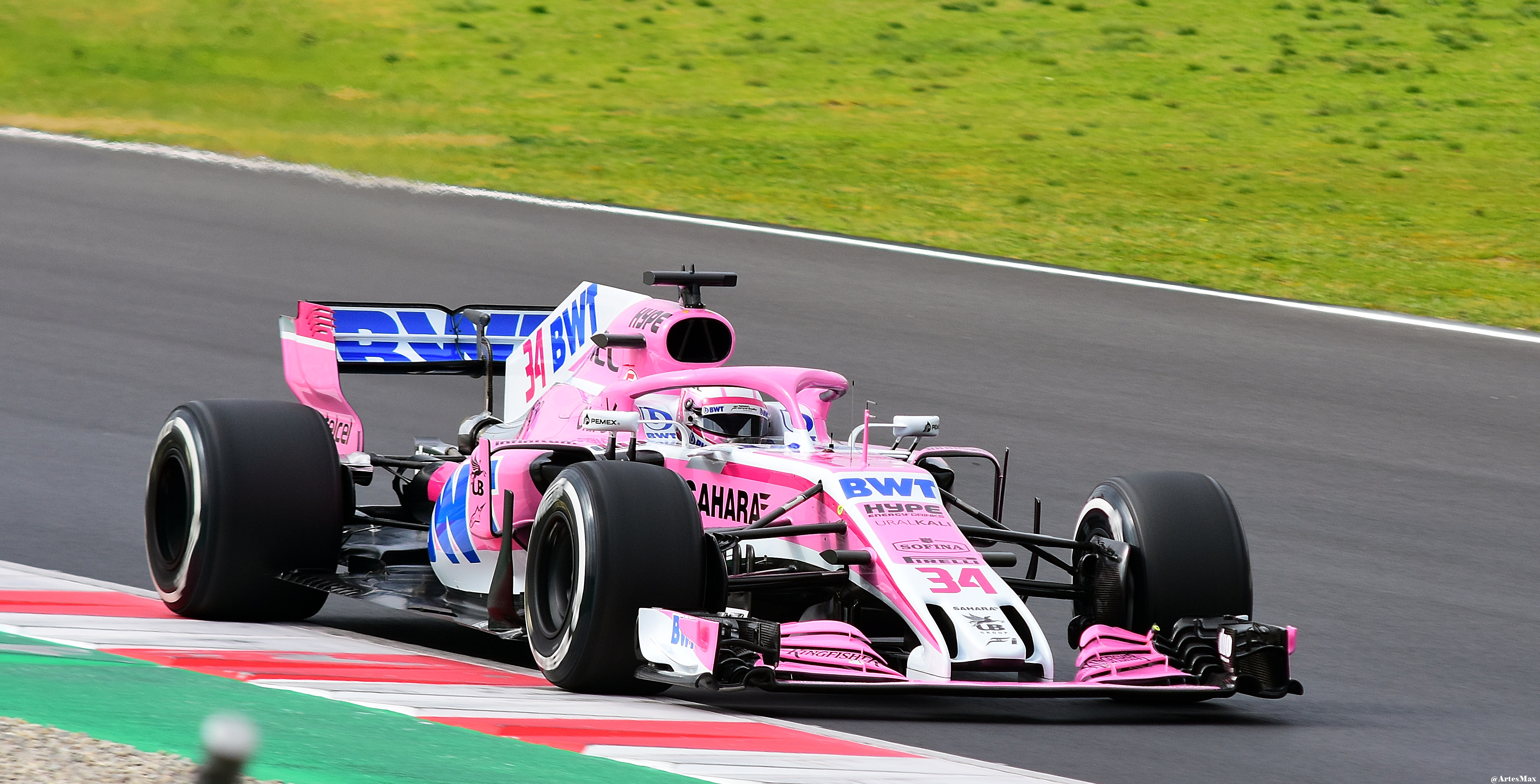
Tay đua dự bị người Nga Nikita Mazepin đua vào thời gian thử nghiệm cho đội đua Force India vào mùa giải Công thức 1 năm 2018

## Lịch sử